# 1753
1753 (MDCCLIII) byl rok, který dle gregoriánského kalendáře započal pondělím.

## Události
- 1. března – Švédsko zavedlo gregoriánský kalendář. Po 17. únoru juliánského kalendáře následoval 1. březen gregoriánského kalendáře.
- 1. května – Švédský přírodovědec Carl Linné vydal dvousvazkové dílo Rostlinné druhy (Species Plantarum), ve kterém popsal všechny dosud známé rostliny, roztřídil dle druhu a přiřadil jim binominální název. Vytvořil tzv. binominální nomenklaturu.
- 7. června – Parlament chválil zákon o zřízení Britského muzea, jehož základem se stala sbírka lékaře, botanika a sběratele Hanse Sloaneho.
- Byl zřízen apelační soud pro Moravu.

## Narození

### Česko

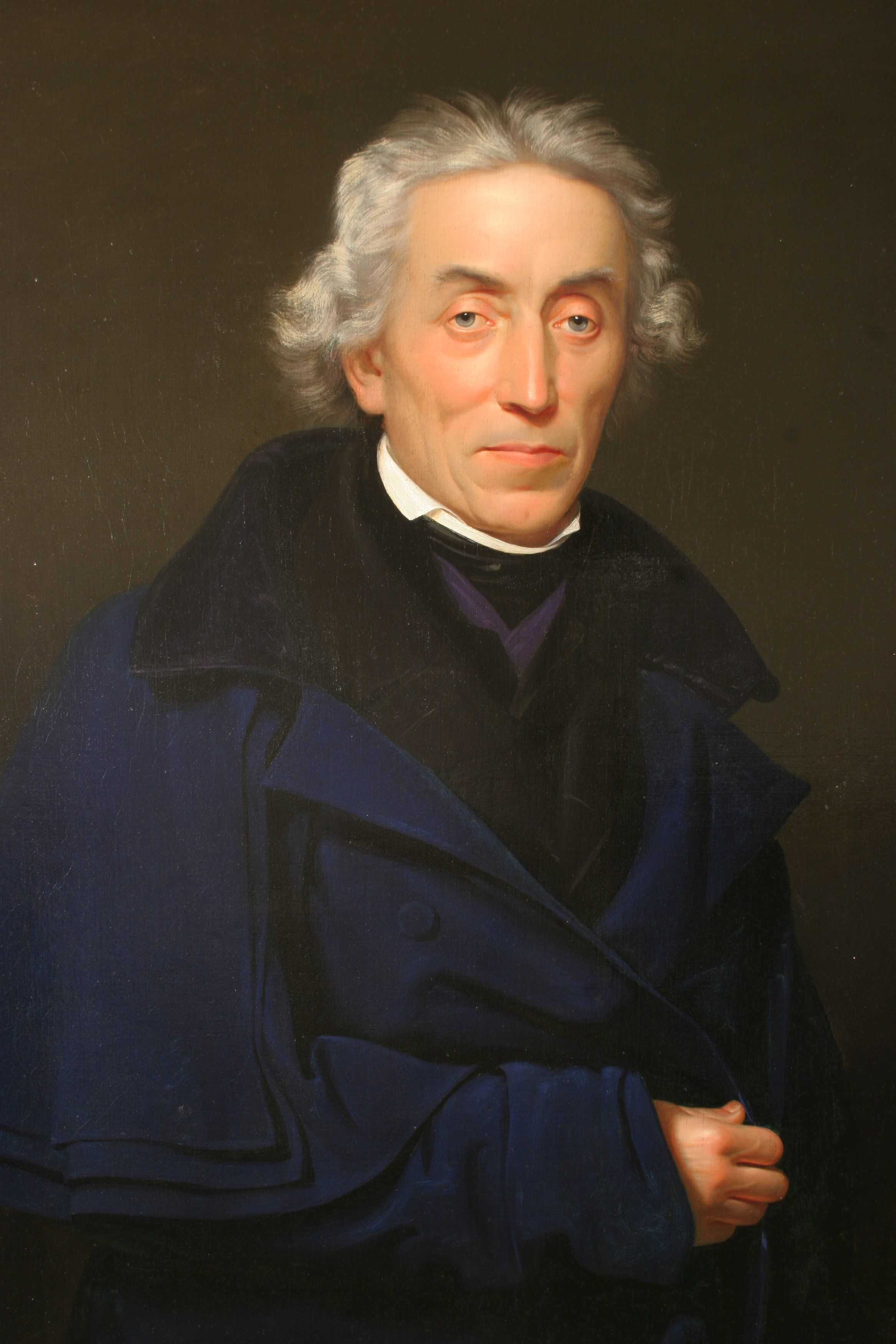
Josef Dobrovský (* 17. srpna)

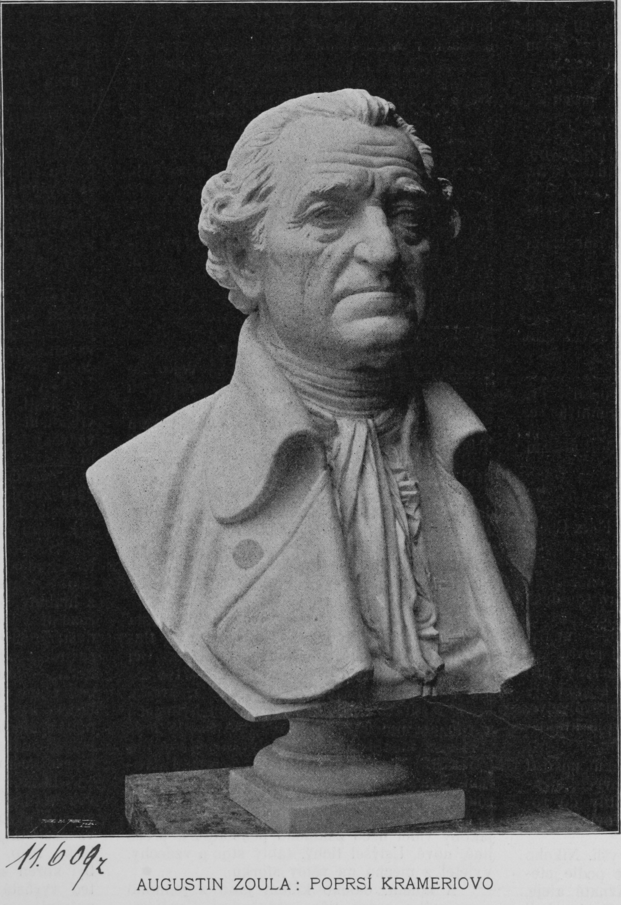
Václav Matěj Kramerius (* 9. února)

- 9. února – Václav Matěj Kramerius, spisovatel, nakladatel a novinář († 22. března 1808)
- 28. března – František Mensi, kněz a hudební skladatel († 28. prosince 1829)
- 15. května – Jan Petr Cerroni, historik a archivář († 3. září 1826)
- 17. srpna – Josef Dobrovský, filolog, historik, zakladatel slavistiky († 6. ledna 1829)
- 12. září – Bernhard Adler, zakladatel Františkových Lázní († srpen 1810)
- 4. října – František Jan Tomsa, spisovatel, publicista, překladatel († 17. listopadu 1814)
- 26. listopadu – František Ondřej Poupě, pivovarský podnikatel († 1. prosince 1805)
- ? – Mordechaj Benet, talmudista a moravský zemský rabín († 1829)
- ? – Michal Blažek, kazatel slovenského původu na Moravě († 10. listopadu 1827)

### Svět
- 10. února – Johann Rason, rakouský právník, rektor olomouckého lycea († 2. dubna 1796)
- 12. února – François-Paul Brueys d'Aigalliers, francouzský admirál († 1. srpna 1798)
- 9. března – Jean-Baptiste Kléber, francouzský generál († 14. června 1800)
- 26. března – Benjamin Thompson, angloamerický fyzik a vynálezce († 21. srpna 1814)
- 31. března – Johann Martin Abele, německý publicista a historik († 3. září 1805)
- 1. dubna – Joseph de Maistre, francouzský filosof a konzervativní myslitel († 26. února 1821)
- 28. dubna – Franz Karl Achard, pruský chemik a vynálezce († 20. dubna 1821)
- 1. května – Josef Bergler, bavorský malíř, ředitel Akademie výtvarných umění v Praze († 25. června 1829)
- 8. května – Miguel Hidalgo y Costilla, kněz, vůdce mexické války za nezávislost († 30. července 1811)
- 13. května – Lazare Carnot, francouzský politik, pevnostní stavitel, generál († 2. srpna 1823)
- 31. května – Pierre Vergniaud, francouzský revolucionář († 31. října 1793)
- 4. července – Jean-Pierre Blanchard, francouzský průkopník balonové vzduchoplavby († 7. března 1809)
- 13. července – Alois von Beckh Widmanstätten, rakouský tiskař a vědec († 10. června 1849)
- 18. července – Maria Anna Falcko-Zweibrückenská, bavorská vévodkyně († 4. února 1824)
- 10. srpna – George Cranfield Berkeley, britský admirál a politik († 25. února 1818)
- 24. srpna – Louis-Marie de La Révellière-Lépeaux, francouzský revoluční politik († 27. března 1824)
- 2. září – Marie Josefína Savojská, sardinská princezna a francouzská královna († 13. listopadu 1810)
- 8. října – Žofie Albertina Švédská, švédská princezna († 17. března 1829)
- 11. října – Frederik Dánský, dánský princ († 7. prosince 1805)
- 20. listopadu – Louis Berthier, francouzský napoleonský maršál († 1. června 1815)
- 22. listopadu – Dugald Stewart, skotský osvícenský filozof a matematik († 11. června 1828)
- 29. prosince – Vilemína z Lichtenau, milenka pruského krále Fridricha Viléma II. († 9. června 1820)
- ? – Utamaro Kitagawa, japonský malíř († 31. října 1806)

## Úmrtí

### Česko
- 2. února – Bernard Fischer, generální vikář litoměřické diecéze) (* 1703)
- 23. března – František Václav z Trauttmansdorffu, šlechtic (* 31. srpna 1677)

### Svět
- 5. ledna – Ondřej Jakub z Ditrichštejna, salcburský arcibiskup (* 27. května 1689)
- 14. ledna – George Berkeley, irský filosof a teolog (* 1685)
- 19. ledna – Marie Terezie z Lichtenštejna, knížecí princezna a šlechtična (* 28. prosince 1721)
- 20. ledna – Anna Marie z Lichtenštejna, kněžna z Lichtenštejna (* 11. září 1699)
- 16. února – Giacomo Facco, barokní hudební skladatel, dirigent a houslista (* 4. února 1676)
- 6. srpna – Georg Richmann, baltský německý fyzik (* 22. července 1711)
- 19. srpna – Balthasar Neumann, německý architekt (* 27. ledna 1687)
- 4. listopadu – Johann Nicolaus Bach, německý varhaník a hudební skladatel (* 10. října 1669)
- listopad – Giuseppe Valentini, italský houslista, malíř, básník a hudební skladatel (* 14. prosince 1681)
- ? – Giovanni Maria Angelo Bononcini, italský violoncellista a hudební skladatel (* 18. listopadu 1678)

## Hlavy států
- Francie – Ludvík XV. (1715–1774)
- Habsburská monarchie – Marie Terezie (1740–1780)
- Osmanská říše – Mahmud I. (1730–1754)
- Polsko – August III. (1734–1763)
- Prusko – Fridrich II. (1740–1786)
- Rusko – Alžběta Petrovna (1741–1762)
- Španělsko – Ferdinand VI. (1746–1759)
- Švédsko – Adolf I. Fridrich (1751–1771)
- Velká Británie – Jiří II. (1727–1760)
- Svatá říše římská – František I. Štěpán Lotrinský (1745–1765)
- Papež – Benedikt XIV. (1740–1758)
- Japonsko – Momozono (1747–1762)